# Мялин, Игорь Андреевич
Игорь Андреевич Мялин (род. 17 сентября 1996 года) — российский прыгун в воду.

## Карьера
Тренируется в Пензе под руководством Т. Г. Лукаша и О. В. Кулемина.
На первенстве мира 2010 года в Тусоне победил на 10-метровой вышке.
На первенстве Европы 2010 года в Хельсинки был сильнейшим на 10-метровой вышке, а также завоевал две бронзы на метровом и трёхметровом трамплинах.
С первенства Европы 2011 года в Белграде привёз два золота, победив на метровом и трёхметровом трамплинах.
На юниорском чемпионате Европы (2009, Будапешт) была третьей на 10-метровой вышке.
На Универсиаде 2015 года в Кванджу стал победителем в синхронном миксте. Его партнёршей была Дарья Говор. Также он завоевал индивидуальное серебро на вышке, командное серебро и бронзу в мужском синхроне. Представитель сборной Узбекистана Игорь Мялин вышел в финал чемпионата мира по прыжкам в воду с 10-метровой вышки.
В полуфинале чемпионата мира по прыжкам в воду Игорь Мялин занял 7-место (415.80 балла) и завоевал право выхода в финал. Об этом сообщает НОК.
Согласно регламенту, финалисты первенства мира одновременно становятся лицензиатами Олимпийских игр.
Отмечается, что лицензия на Олимпийские игры в прыжках в воду стала первой в спортивной истории Узбекистана.